# Parafia św. Jana Apostoła w Zakopanem
Parafia Świętego Jana Apostoła i Ewangelisty w Zakopanem-Harendzie – parafia rzymskokatolicka należąca do dekanatu Zakopane archidiecezji krakowskiej.
Została utworzona w 1982. Kościół parafialny wybudowany w XVIII wieku w Zakrzowie, przeniesiony i poświęcony w 1950. Mieści się na osiedlu Harenda. Od 24 czerwca 2018 proboszczem parafii jest ks. Jerzy Adamczyk.